# Lei Sheng
Lei Sheng (în chineză: 雷声 Léi Shēng) (n. 7 martie 1984, Tianjin) este un scrimer chinez specializat pe floretă.
Lei a participat la Jocurile Olimpice de vară din 2008 de la Beijing, unde s-a clasat pe locul 8 după ce a fost învins în sferturile de finală de germanul Benjamin Kleibrink, care în urmă a fost laureat cu aur. În sezonul 2009-2010 a câștigat Cupa Mondială de Scrimă la floretă masculin. Cu echipa Chinei, a fost campion mondial în 2010 la Paris și în 2011 la Catania.  La Jocurile Olimpice de vară din 2012 de la Londra, a devenit campion olimpic, trecând în finală de egipteanul Alaaeldin Abouelkassem cu scorul 15-13.